# Olszamowice
Olszamowice – wieś w Polsce położona w województwie świętokrzyskim, w powiecie koneckim, w gminie Fałków.
| SIMC    | Nazwa     | Rodzaj    |
| ------- | --------- | --------- |
| 1017356 | Lochmanie | część wsi |
| 1017451 | Zapłocie  | część wsi |

W latach 1975–1998 miejscowość położona była w województwie piotrkowskim.
W 2011 wieś liczyła 275 mieszkańców.
Wierni Kościoła rzymskokatolickiego należą do parafii Świętej Trójcy w Fałkowie.
We wsi jest stacja kolejowa Olszamowice.